# 什未林
什未林（又譯作施威林、诗威林），德国的一座古老城市，位於什未林湖區。什未林曾属于東德，在兩德統一后，成为梅克伦堡-前波莫瑞州的首府。

## 历史

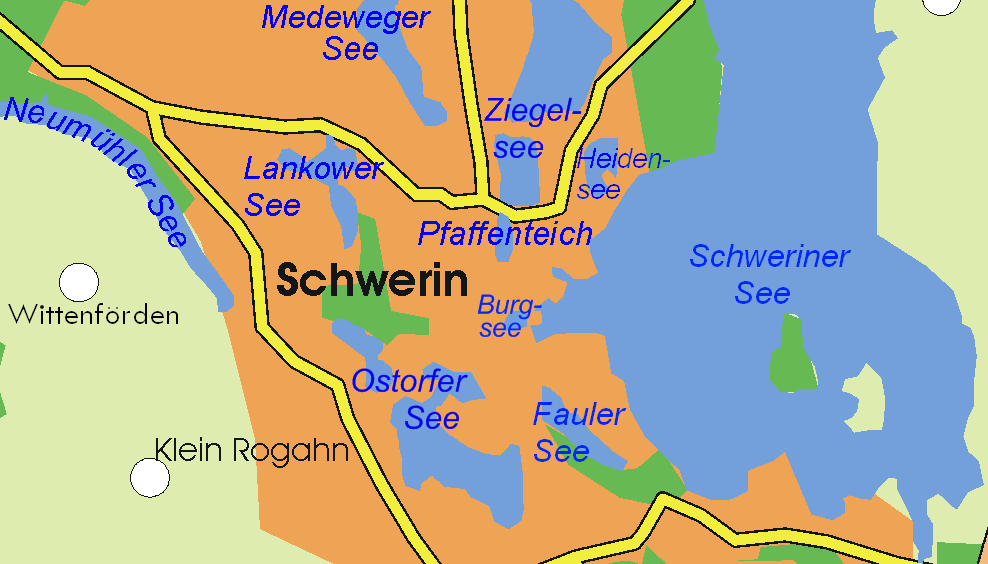
什未林湖區

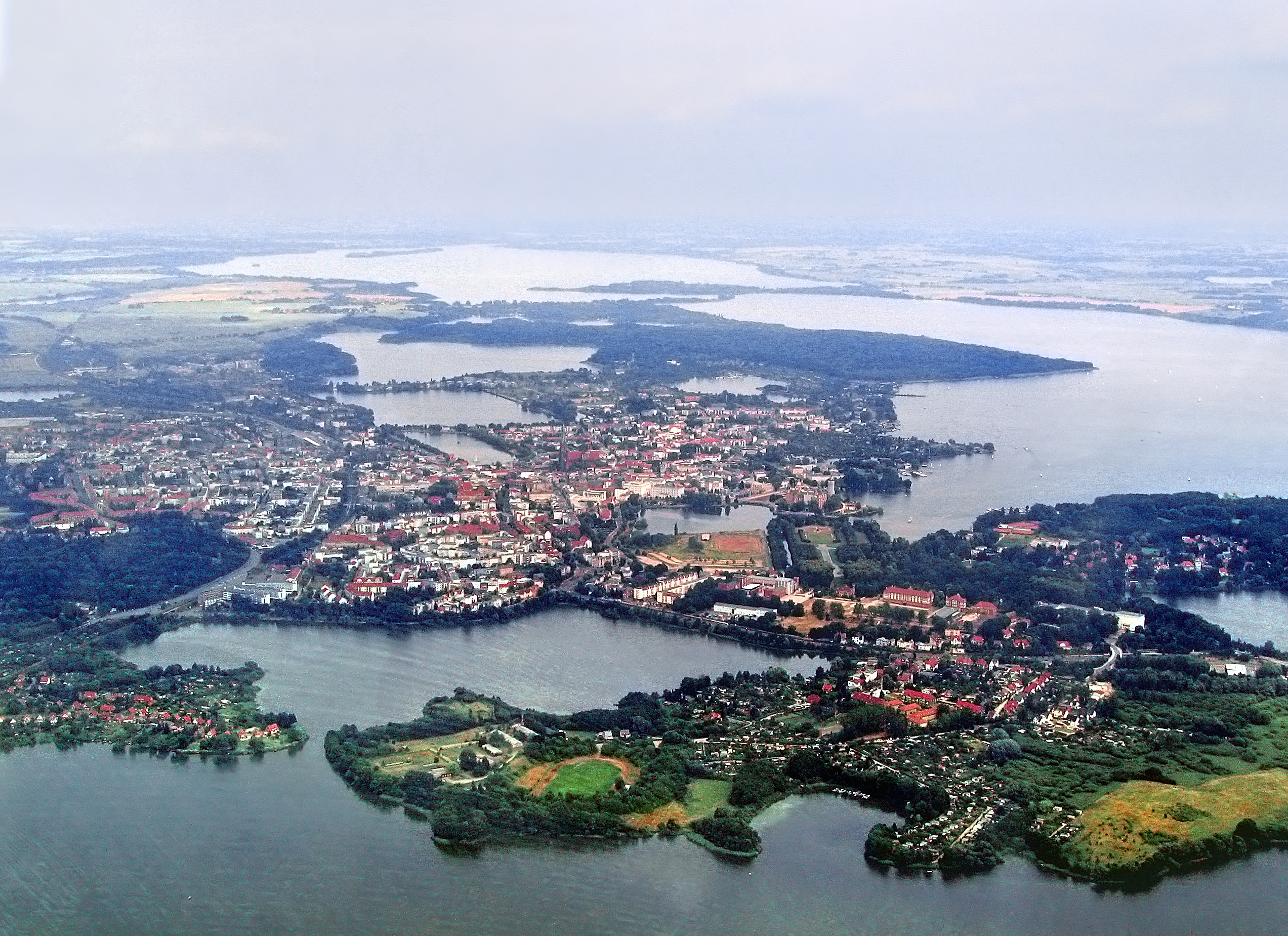
什未林鸟瞰

什未林市被湖泊包圍，最大的湖區，息維林湖區，面積達60平方公里。湖區中央有一處奧博德里人的定居點，最早是11世紀時的建築。這區域以前稱為Zuarin，而現時什未林這個名字顯然地是從那字引申出來的。1160年獅子亨利打敗了奧博德里人並奪得了什未林。這城鎮隨後擴展到成為一個強大的地區性中心。
1358年什未林成為了梅克伦堡公国的一部分，成為了公爵領地中重要的根據地。大約1500年什未林城堡開始興建，是公爵居住的地方。在梅克伦堡分裂之後（1621年），什未林成為梅克伦堡-什未林公国的首府。在最後恢復首府地位之前，在1765年至1837年之間路德維希斯勒斯鎮取代了什未林成為首府。
當1990年梅克伦堡-前波美拉尼亚州建立的時候，什未林成為了州的首府。

## 景点

### 什未林城堡
什未林城堡是什未林的地标，位于同名字的湖泊（息维林湖区）中的一个小岛上。这城堡是多世纪以来梅克伦堡公爵的居住处，而现在该城堡是州议会的所在地。

### 博物馆
- Staatliches Museum Schwerin-Kunstsammlunger（州美术馆）收藏了15世纪至19世纪间荷兰和德国非凡的艺术品，包括伦勃朗、鲁卡斯·格纳和鲁本斯等画家的作品。那里还有德国中古时期的艺术品，包括瓷器（特别是德累斯顿瓷器）、18世纪公爵的油画，其它现代画家的作品。

### 其他
- 古旧花园广场被18世纪时期的建筑包围，例如Altes Palais（旧皇宫）、建于1877年－1882年的新古典主义Staatliches Museum Schwerin-Kunstsammlunger（州美术馆）及Staatstheater（市剧院），1886年建成。
- 市政厅（18世纪）
- 圣力高尼（原建于1238年，但在受暴风雨破坏后于1713年重建）

## 图集

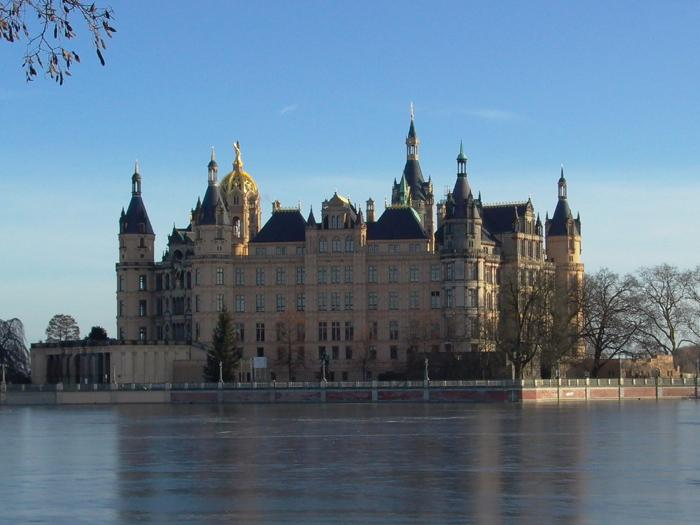
什未林城堡
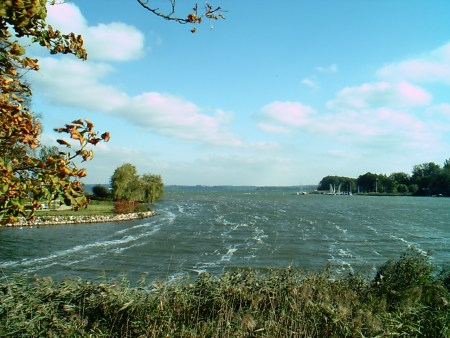
什未林湖
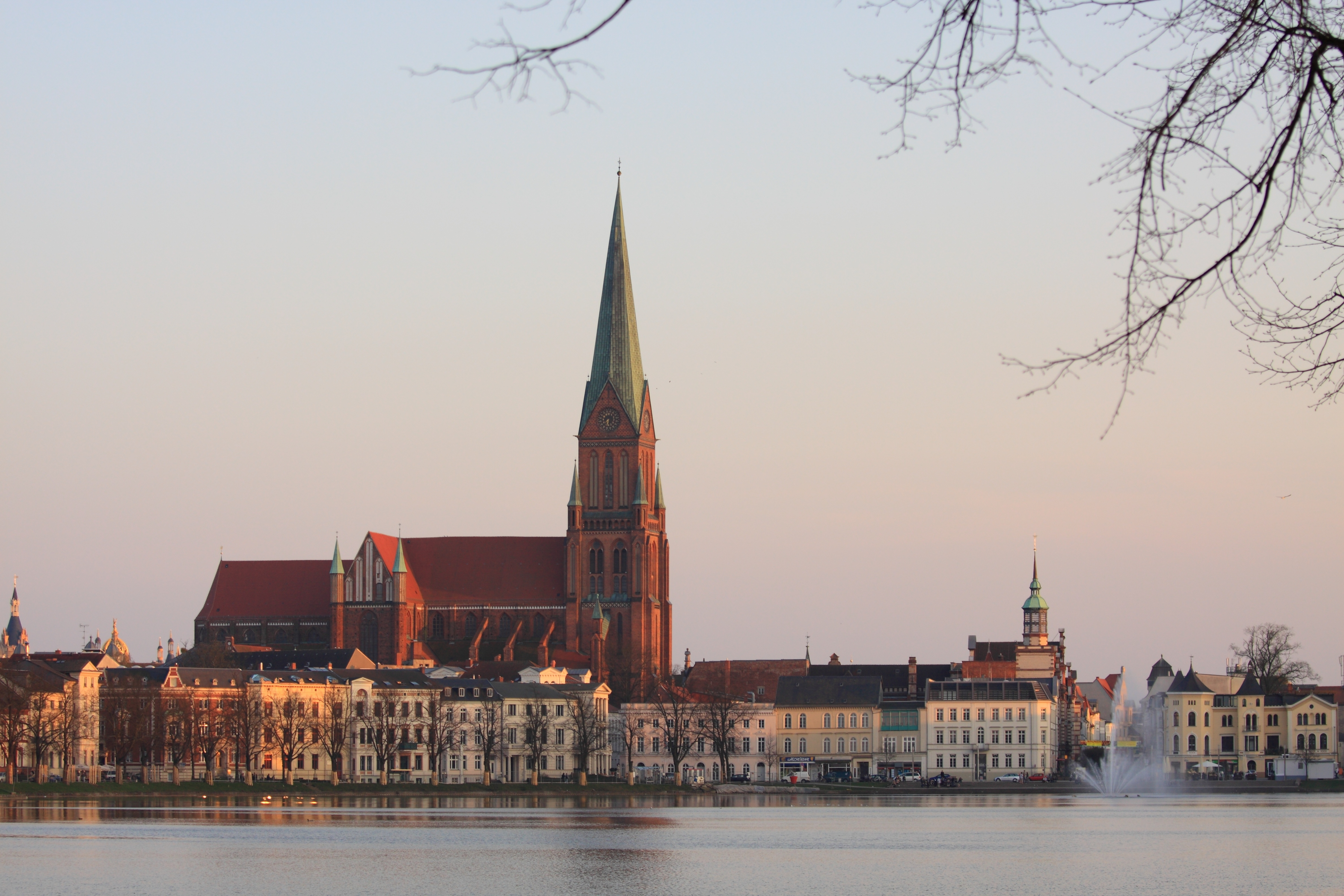
什未林主教座堂
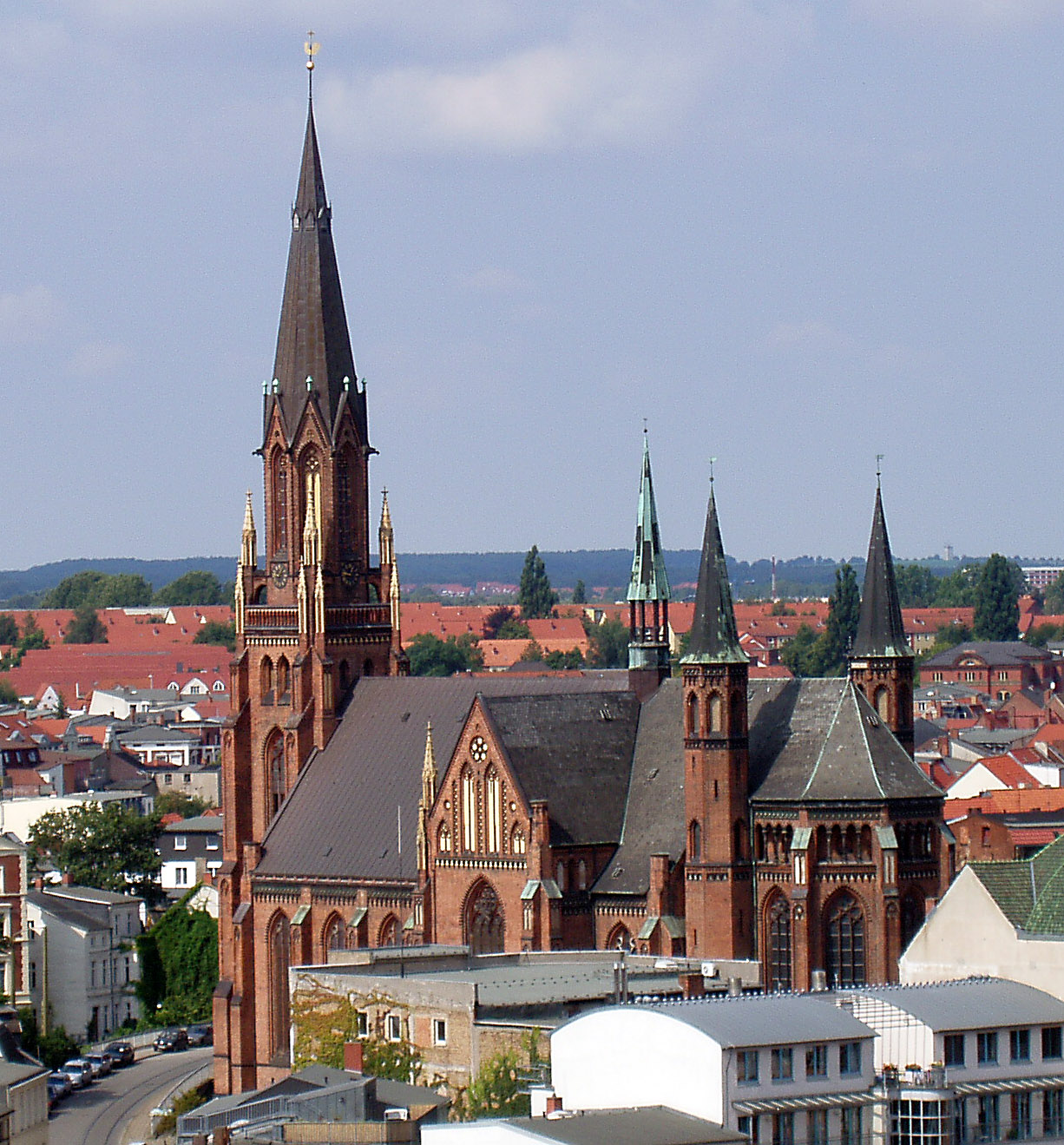
保罗教堂（德语：Paulskirche (Schwerin)）
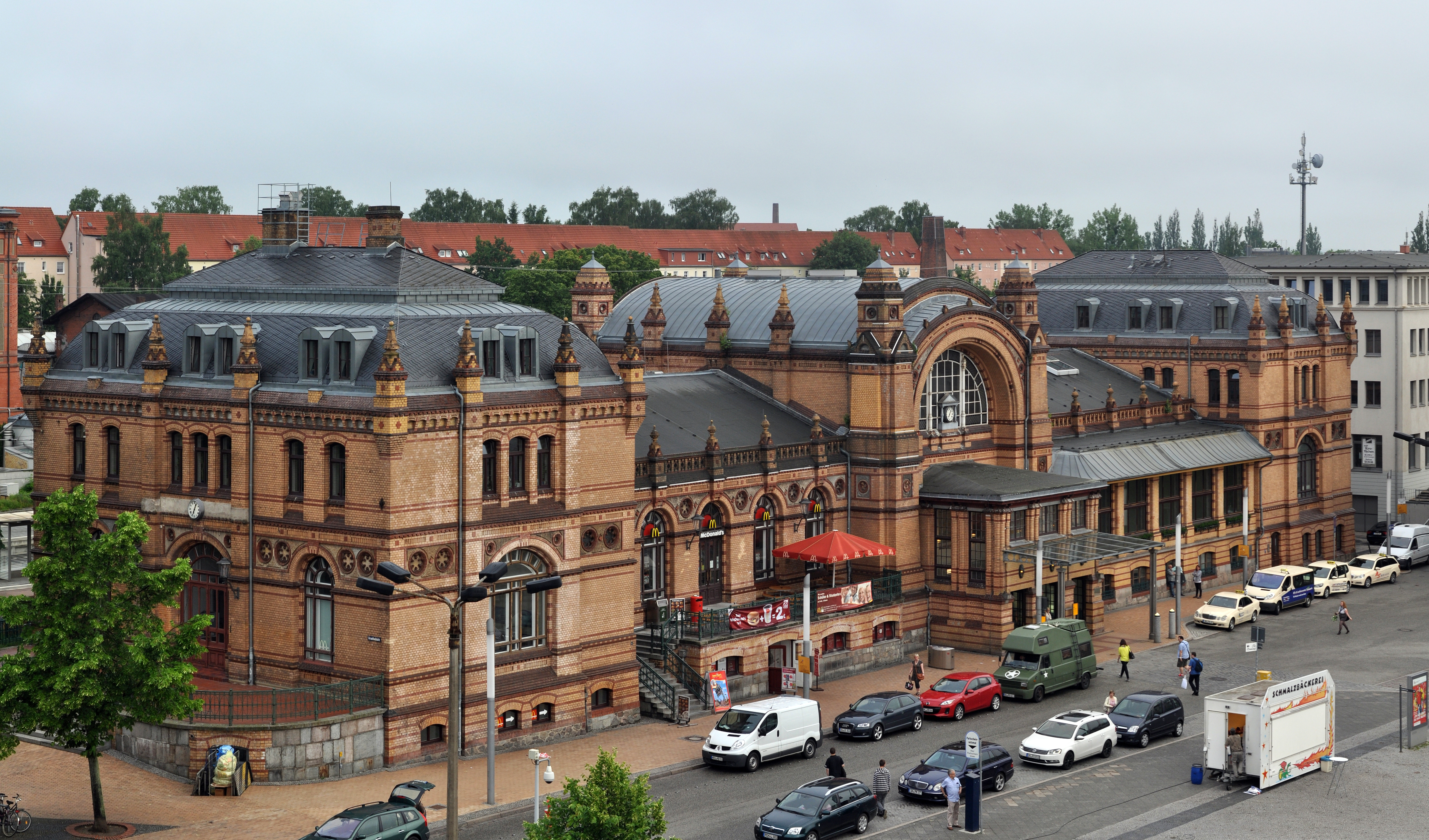
什未林火车站
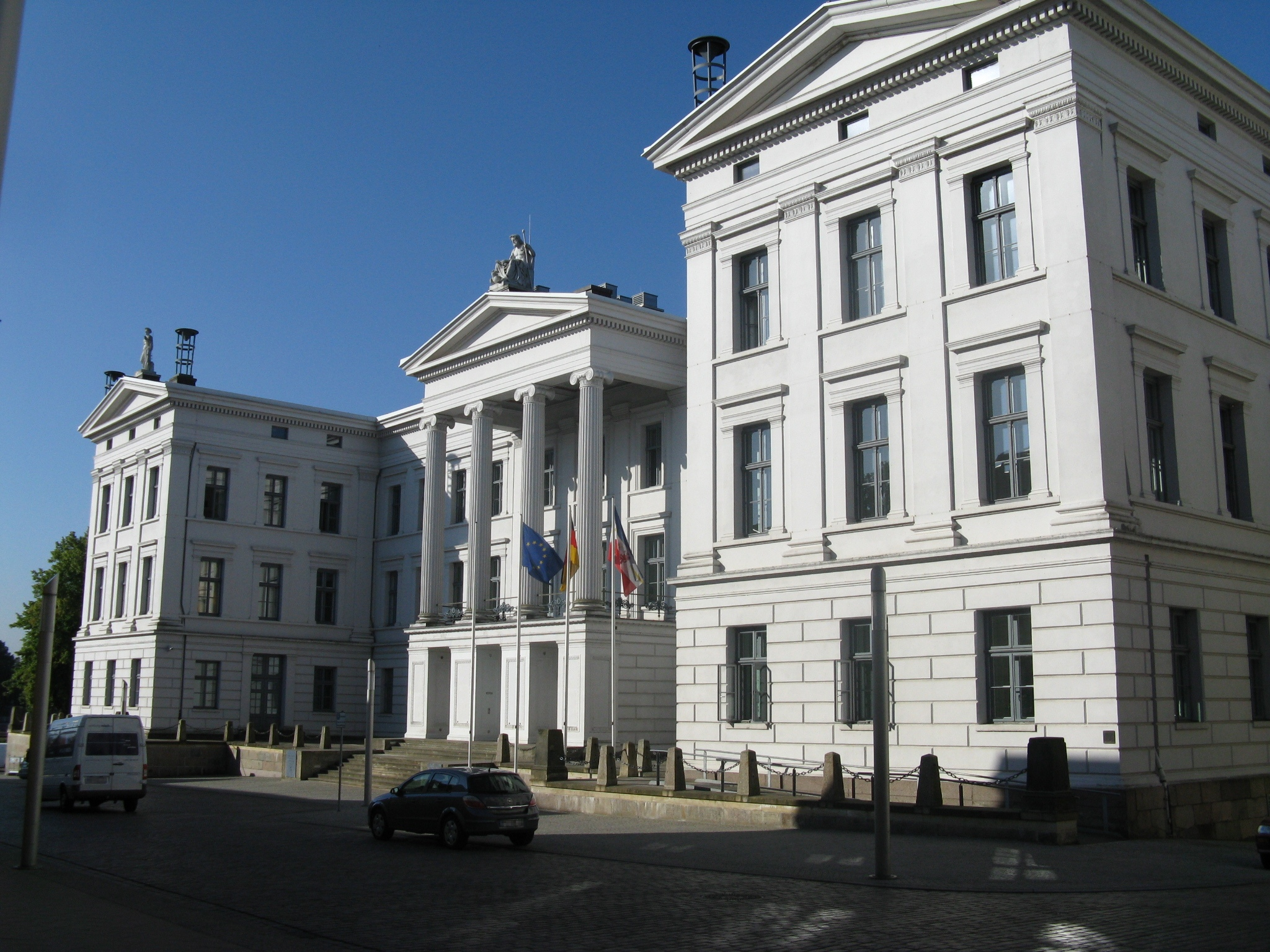
州长办公厅（德语：Kollegiengebäude I (Schwerin)）
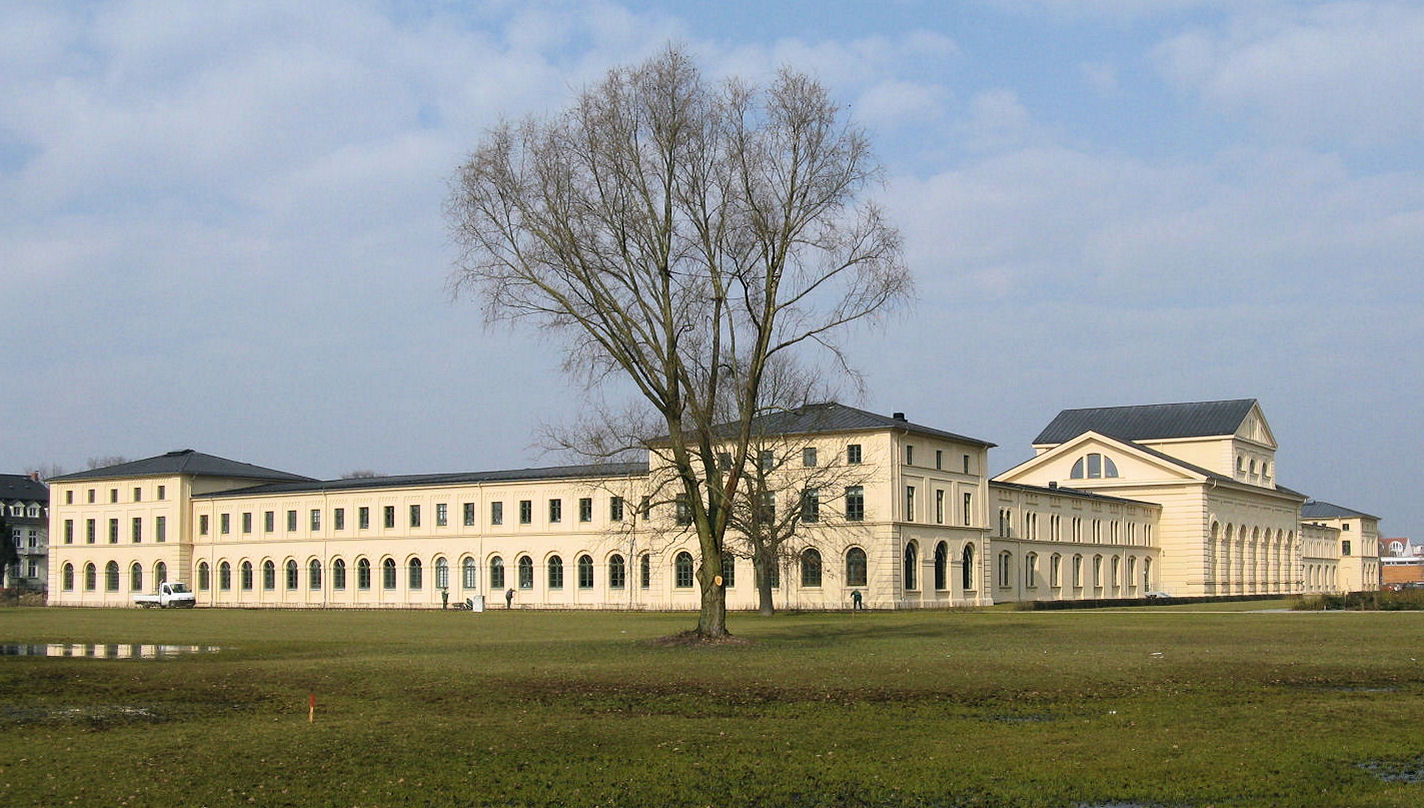
什未林宫廷马厩（德语：Schweriner Marstall）
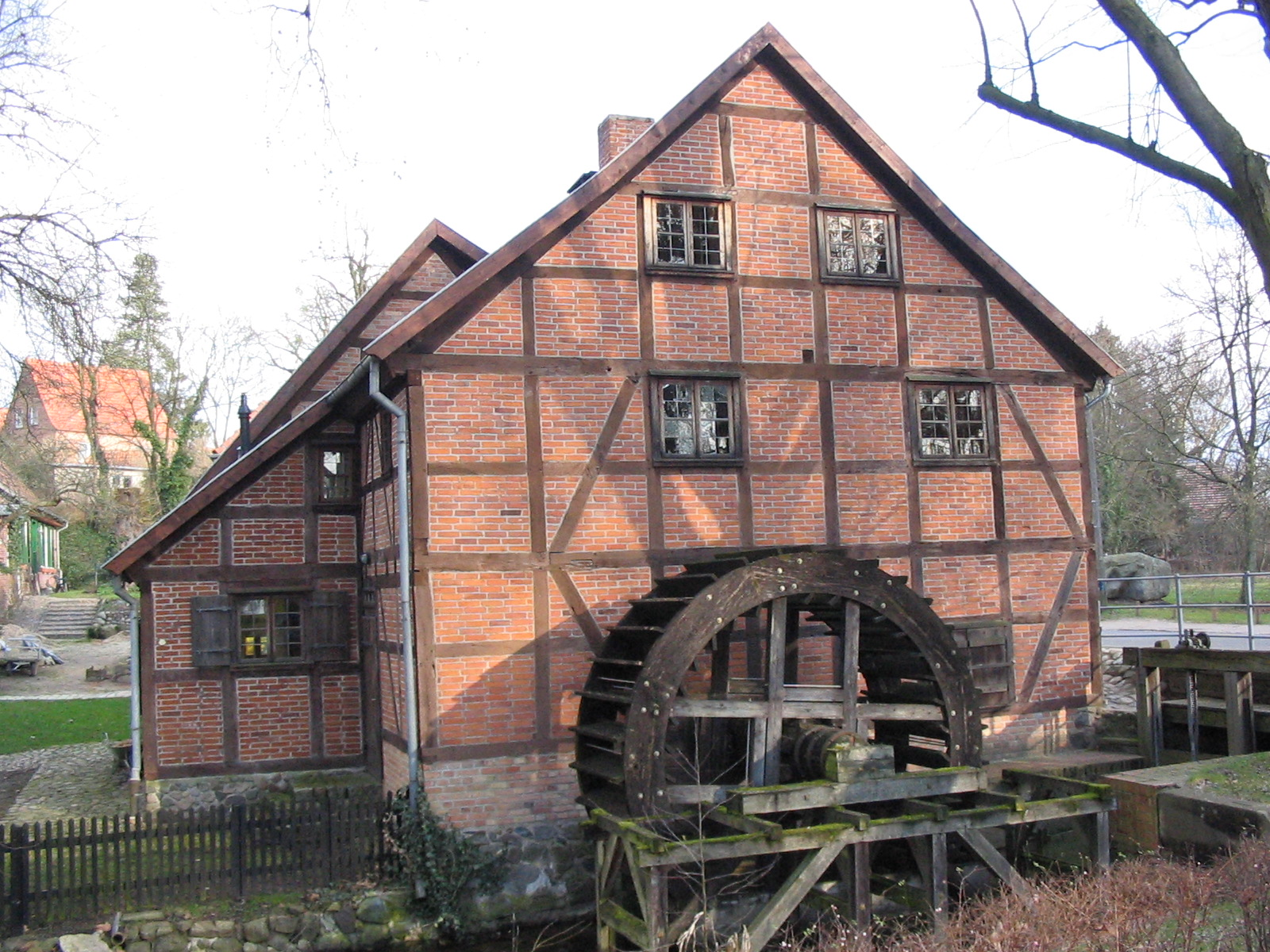
福勒湖（英语：Fauler See）畔的磨坊（德语：Schleifmühle Schwerin）